# Daniel de la Cruz
Daniel Isaí de la Cruz de la Cruz (Quito, 6 marzo 2004) è un calciatore ecuadoriano, difensore dell'LDU Quito.

## Biografia
Suo padre Ulises de la Cruz è stato a sua volta un calciatore professionista.

## Carriera

### Club
Cresciuto nel settore giovanile dell'LDU Quito, ha debuttato in prima squadra il 31 luglio 2024 nell'incontro di Copa Ecuador vinto ai rigori contro il Bonita Banana; nel corso della stagione ha anche esordito nella prima divisione ecuadoriana, peraltro vinta dal suo club, che nel 2025 ha invece conquistato una supercoppa. Ha segnato il suo primo gol tra i professionisti l'8 marzo 2025, nella partita di Serie A vinta 3-0 contro il Delfín.

### Nazionale
Nel 2023 con l'Ecuador Under-20 ha partecipato al campionato sudamericano ed al campionato mondiale di categoria.

## Statistiche

### Presenze e reti nei club
Statistiche aggiornate al 11 luglio 2025.
| Stagione        | Squadra         | Campionato      | Campionato | Campionato | Coppe nazionali | Coppe nazionali | Coppe nazionali | Coppe continentali | Coppe continentali | Coppe continentali | Altre coppe | Altre coppe | Altre coppe | Totale | Totale | Totale |
| Stagione        | Squadra         | Comp            | Pres       | Reti       | Comp            | Pres            | Reti            | Comp               | Pres               | Reti               | Comp        | Pres        | Reti        | Pres   | Reti   |        |
| --------------- | --------------- | --------------- | ---------- | ---------- | --------------- | --------------- | --------------- | ------------------ | ------------------ | ------------------ | ----------- | ----------- | ----------- | ------ | ------ | ------ |
| 2024            | LDU Quito       | A               | 12         | 0          | CE              | 2               | 0               | CS                 | 0                  | 0                  | -           | -           | -           | 12     | 0      |        |
| 2025            | LDU Quito       | A               | 14         | 1          | CE              | 0               | 0               | CL                 | 6                  | 0                  | SE          | 1           | 0           | 21     | 1      |        |
| Totale carriera | Totale carriera | Totale carriera | 26         | 1          |                 | 2               | 0               |                    | 6                  | 0                  |             | 1           | 0           | 35     | 1      |        |

## Palmarès

### Club

#### Competizioni nazionali
- Campionato ecuadoriano: 1

LDU Quito: 2024
- Supercoppa ecuadoriana: 1

LDU Quito: 2025